# Bisu M3
Der Bisu M3 ist ein ab 2016 angebotener Van der zur chinesischen Beijing Automotive Group gehörenden Marke Bisu.

## Geschichte
Erstmals präsentiert wurde das Fahrzeug formal in Guangzhou im November 2016. Der mit bis zu sieben Sitzplätzen verfügbare Van kam im  Dezember 2016 als zweites Modell der Marke nach dem Bisu T3 in China in den Handel. Technisch basiert das Fahrzeug auf dem im September 2015 eingeführten Huansu H3. Außerhalb Chinas wird der Wagen nicht verkauft.

## Technische Daten
Den Antrieb übernimmt ein 1,5-Liter-Ottomotor mit einer maximalen Leistung von 84 kW (114 PS) oder 110 kW (150 PS). Der leistungsstärkere Motor hat einen Turbolader. Alle Varianten haben ein 5-Gang-Schaltgetriebe und übertragen die Motorleistung an die Vorderräder, ein Automatikgetriebe ist nicht erhältlich.
|                                            | 1.5                      | 1.5T                     |
| ------------------------------------------ | ------------------------ | ------------------------ |
| Bauzeitraum                                | seit 12/2016             | seit 12/2016             |
| Motorkenndaten                             |                          |                          |
| Motorart                                   | Ottomotor                | Ottomotor                |
| Motorbauart                                | Reihen-Vierzylindermotor | Reihen-Vierzylindermotor |
| Motoraufladung                             | —                        | Turbolader               |
| Hubraum                                    | 1498 cm³                 | 1498 cm³                 |
| max. Leistung bei min−1                    | 84 kW (114 PS) / 6000    | 110 kW (150 PS) / 5500   |
| max. Drehmoment bei min−1                  | 147 Nm / 3600–4400       | 215 Nm / 2000–4000       |
| Kraftübertragung                           |                          |                          |
| Antrieb, serienmäßig                       | Vorderradantrieb         | Vorderradantrieb         |
| Getriebe, serienmäßig                      | 5-Gang-Schaltgetriebe    | 5-Gang-Schaltgetriebe    |
| Messwerte                                  |                          |                          |
| Höchstgeschwindigkeit                      | 150 km/h                 | 170 km/h                 |
| Beschleunigung, 0–100 km/h                 | k. A.                    | k. A.                    |
| Kraftstoffverbrauch auf 100 km, kombiniert | k. A.                    | k. A.                    |
| Tankinhalt                                 | 56 l                     | 56 l                     |
| Leergewicht                                | 1498 kg                  | 1564 kg                  |

## Zulassungszahlen
Die ersten Zulassungen in China waren im Dezember 2016. In dem Jahr wurden dort 2597 Fahrzeuge dieses Typs zugelassen. In den drei Folgejahren waren es 9620, 538 und 100. Die letzte bekannte Zulassung war im November 2019. Das lässt darauf schließen, dass das Modell eingestellt wurde.